# Bates Point
Der Bates Point ist eine vereiste Landspitze, welche die Nordseite der Einfahrt zur Yule Bay an der Pennell-Küste des ostantarktischen Viktorialands markiert.
Der United States Geological Survey kartierte ihn anhand von Vermessungen und mithilfe von Luftaufnahmen der United States Navy zwischen 1960 und 1963. Benannt ist ihn nach Leutnant Thomas R. Bates, Chirurg und medizinischer Offizier auf der McMurdo-Station im Jahr 1964.